# Mata de Varas
Mata de Varas är en ort i Mexiko.   Den ligger i kommunen Paso del Macho och delstaten Veracruz, i den sydöstra delen av landet, 260 km öster om huvudstaden Mexico City. Mata de Varas ligger 442 meter över havet och antalet invånare är 686.
Terrängen runt Mata de Varas är lite kuperad, och sluttar brant österut. Runt Mata de Varas är det ganska tätbefolkat, med 149 invånare per kvadratkilometer. Närmaste större samhälle är Paso del Macho, 7,7 km sydväst om Mata de Varas. Omgivningarna runt Mata de Varas är en mosaik av jordbruksmark och naturlig växtlighet.